# Claus Madsen Brødsgaard
Claus Madsen Brødsgaard (19. december 1834 på Jorddrupgård ved Kolding – 26. august 1916 på Frederiksberg) var en dansk landmand og politiker.
Brødsgaard var født 1834 på Jorddrupgård ved Kolding, som han ejede fra 1864 og i 1898 bortforpagtede til sin søn. Hans fader var kammerråd Brødsgaard, der døde 1864. C.M. Brødsgaard var fra 1871-1897 medlem af amtsrådet, fra 1878-97 landvæsenskommissionær og fra 1888-97 medlem af Oversundhedskommisonen i Ribekredsen. Fra 1868-1872 formand i Kolding Omegns Landboforening fra 1885-97 medlem af skoledirektionen fra 1881-97 medlem af bestyrelsen for Kolding Sygehus og Arresthus og fra 1898 medlem af Landmandsbankens bankråd. 19. september 1894 valgtes han til Landstinget i 11. kreds og sluttede sig til Højre, omend han efter forliget 1894 af og til viste stærk forhandlingsvenlighed og nærmede sig den gruppe, der senere blev Det frikonservative Parti. I efteråret 1901 kunne han, der allerede i 1898 var fraflyttet kredsen, ikke genvælges og således sluttede en parlamentarisk løbebane, der kun havde varet i 8 år, og hvori landvæsnets lovgivning havde været hans største interesse. Han var justitsråd og Ridder af Dannebrog.
10. juli 1860 havde han i Kolding Kirke ægtet Thora Amalie Riis.